# Čazmatrans
Čazmatrans odnosno Čazmatrans - Nova d.o.o. ime je za hrvatsku tvrtku čija osnovna dijelatnost je prijevoz putnika koja ima sjedište u gradu Čazma. Tvrtka je osnovana 1949. godine, i trenutno je dioničko društvo koje je u većinskom vlasništvu trentunih i bivših djelatnika tvrtke. Uz prijevoz putnika Čazmatrans - Nova d.o.o. bavi se održavanjem vozila, te iznamljivanjem (charter) voznog parka.